# Хуглейк
Хуглейк e легендарен конунг от ранния клон на династията Инглинги - Скилфингите, управлявал Гамла Упсала.
В Сага за Инглингите на Снори Стурлусон се съобщава, че той е син на Алв и на Бера. След като баща му и чичо му се избили един друг, Хуглейк станал конунг, тъй като децата на чичо му Ингви били още малки, за да управляват. Хуглейк подобно на баща си не обичал да участва в походи, а предпочитал да си стои във владенията, а в двора му имало винаги много музиканти и шутове.
Когато Швеция била нападната от конунга Хаки, Хуглейк събрал войската си и се изправил срещу Хаки в равнината на Фирисвелир. Но двамата му най-добри бойци Свипдаг и Гейгад били пленени, а самият Хуглейк паднал убит от ръката на Хаки заедно с двамата си сина. Швеция била завладяна от Хаки, който управлявал три години.
Подобна история е разказана в сагата „Делата на саксите“ на Саксон Граматик, но там името на Хуглейк е предадено като Хуглетус (Hugletus) и той е наречен конунг на Ирландия. Там се казва, че е загинал с бой с даните Хакон и Старкад. Другите подробности обаче съответстват на „Сага за Инглингите“ – Хуглетус е описан като богат крал, който имал на разположение много шутове и жонгльори, както и двама прославени войни на име Свипдаг и Гейгад.